# Rue Denis Lecocq
La rue Denis Lecocq est une rue d'Angleur, section de la ville Liège, Belgique.

## Voies adjacentes
- Rue Saint-Jacques
- Boulevard de Beaufraipont